# Хоффмайстер, Эдмунд
Эдмунд Хоффмайстер (4 марта 1893, Ашаффенбург, Королевство Бавария, Германская империя—20 февраля 1951, Асбест, Свердловская область, СССР) — германский военачальник, генерал-лейтенант вермахта. Награждён Рыцарским крестом Железного креста (1943).

## Биография
Участник Первой мировой войны с 1914 года. После окончания войны был принят в рейхсвер и служил офицером в разных частях. В течение 1930-х годов во время сотрудничества рейхсвера с Красной армией входил в состав подразделения «Иностранные армии» (Fremde Heere) немецких вооруженных сил, служил офицером связи при разработке для Германии механизированных подразделений в СССР.
Участник Второй мировой войны. Оберст Э. Хоффмайстер командуовал 21-м пехотным полком 17-й пехотной дивизии Рейха, должен был соединиться с частями специального назначения Бранденбург-800 из 131 человека во время операции «Морской лев» по высадке на Британские острова. Дивизия Хоффмайстера должна была входить в зону боевых действий 16-й немецкой армии. Операция «Морской лев» должна была начаться в 1940 году после окончания Французской кампании, но была прекращена в сентябре того же года.
С 1 июля 1943 по 20 июня 1944 года Генерал-лейтенант Э. Хоффмайстер командовал 383-й пехотной дивизией. В середине 1944 года назначен главнокомандующим группой войск, в состав которой входил 41-й моторизованный корпус вермахта. 383-я дивизия получила задачу удержать Бобруйск от советского наступления во время операции «Багратион». Бо́льшая часть остатков 41-го моторизованного корпуса вермахта была тогда уничтожена вместе с 9-й армией вермахта, понесшей большие потери.
1 июля 1944 года при попытке прорыва из окружения под Бобруйском Э. Хоффмайстер был взят в плен советскими частями 2-го Белорусского фронта. Был одним из пятидесяти немецких генералов, которые в советском плену 8 декабря 1944 года подписали обращение «К народу и вермахту» с призывом к немецкому населению и армию не подчиняться нацистскому руководству и положить конец войне. Выступил с радиопередачей из Москвы от имени Национального комитета за свободную Германию (NKSG), критикуя нацистский режим.
Умер в 1951 году, находясь в заключении в лагере № 476 г. Асбеста.

## Награды
- Железный крест 2-й и 1-й степени (1914)
- Нагрудный знак «За ранение» (в чёрном) (1918)
- Орден Дома Гогенцоллернов
- Пряжка к Железному кресту 1 и 2 класса
- Немецкий крест в золоте (1941)
- Рыцарский крест Железного креста (6 октября 1943)
- Почётный крест Первой мировой войны 1914/1918
- Медаль «За выслугу лет в вермахте» с 1 по 4 класс
- Медаль «За зимнюю кампанию на Востоке 1941/42»